# Фризман, Леонид Генрихович
Леони́д Ге́нрихович Фри́зман (24 сентября 1935, Харьков — 27 июня 2018, там же) — советский и украинский литературовед, педагог, публицист. Доктор филологических наук (1977), профессор (1980). Крупнейший русист Украины.

## Биография
Родился в семье педагогов Добы (Доры) Абрамовны Гершман (1908—2004), доцента Харьковского института искусств, главного хормейстера оперной студии, и Генриха Венециановича (Бенциановича) Фризмана (1907—1993), историка-медиевиста, кандидата исторических наук, доцента Харьковского университета. В 1941—1944 годах находился с родителями, тётей, бабушкой и дедушкой в эвакуации в Уральске.
Окончил в 1957 году филологический факультет Харьковского государственного  педагогического института (русский язык и литература), в 1963 году — заочно факультет иностранных языков Харьковского государственного университета (немецкий язык).
В 1957—1970 годах преподавал в школе рабочей молодёжи № 18 русский язык и литературу, немецкий язык и обществоведение. С 1965 года почасово преподавал на кафедре иностранных языков в Харьковском педагогическом институте. 
В 1965—2013 годах работал в Харьковском педагогическом институте (университете). В 1967 году защитил кандидатскую диссертацию под научным руководством Д. Д. Благого на тему: «Общественные и литературные позиции Е. А. Баратынского». В 1975 году переходит на кафедру русской литературы и и работает там до 1994 года. В 1977 году защитил докторскую диссертацию («Русская элегия в эпоху романтизма»). С 1976 года — доцент, а с 1980 года  — профессор.
В 1994—2010 годах Фризман — заведующий кафедрой русской и зарубежной (мировой) литературы.
Среди его выпускников более 60 докторов и кандидатов филологических наук.
Автор и составитель 45 книг и более 550 статей.
Ответственный редактор журнала «Наукові записки Харківського державного педагогічного університету ім. Г. С. Сковороди» («Научные записки Харьковского государственного педагогического университета им. Г. С. Сковороды»).
В 2005 году подписал коллективное письмо в защиту русского языка на Украине.

## Семья
- Сын — Игорь Леонидович Фризман, создатель бренда украинской женской готовой одежды „frizman” (1963—2004); внук — Алексей (род. 1987).
- Тётя — Дора Венециановна (Венедиктовна) Фризман (1903—1938), старший преподаватель истории в Ленинградской Военно-политической академии имени Н. Г. Толмачёва, репрессирована по делу террористической организации ленинградских историков[8][9].

## Опубликованные работы

### Книги
- Творческий путь Баратынского. [1800—1844]. — Москва: Наука, 1966. — 142 с. — (Научно-популярная серия / АН СССР).
- Жизнь лирического жанра: Русская элегия от Сумарокова до Некрасова / Ответственный редактор Д. Д. Благой. — М.: Наука, 1973. — Академия наук СССР. — Серия «Из истории мировой культуры».
- Поэзия декабристов. — М.: Знание, 1974. — 64 с.
- 1812 год в русской поэзии. — М.: Знание, 1987. — 63 с. — (Новое в жизни, науке, технике. Литература; 8 / 1987).
- Декабристы и русская литература. — М.: Художественная литература, 1988. — 301, [2] с. — ISBN 5-280-00403-0.
- «С чем рифмуется слово истина…»: О поэзии А. Галича. — СПб: Ореол, 1992. — 128 с. — ISBN  5-8230-0020-0.
- Семинарий по Пушкину. — Харьков: ЭНГРАМ, 1995. — 367 с. — ISBN 5-7707-6896-7.
- Пушкин и русская журналистика / Л. Г. Фризман, Т. И. Тищенко; Харьк. гос. пед. ин-т им. Г. С. Сковороды. — Харьков: ХГПУ, 1999. — 75 с. ISBN 966-7542-08-4.
- Борис Чичибабин: Жизнь и поэзия. — Харьков: Консум, 1999. — 127 c. (В соавторстве с А. Э. Ходос). — ISBN 966-7124-69-X.
- Эти семь лет. Публицистические этюды, Харьков, 2000
- М. А. Максимович — литератор / Л. Г. Фризман, С. Н. Лахно; Акад. пед. наук Украины, Харьк. гос. пед. ин-т им. Г. С. Сковороды. — Х.: ХНАДУ, 2003. — 491 с. — ISBN 966-303-006-2.
- Научное творчество С. А. Рейсера: научно-популярная литература [Предисл.: Б. Ф. Егоров]. — Харьков: Новое слово, 2005. — 113 с. — ISBN 966-8430-49-2.
- Предварительные итоги: сб. избр. ст. к 70-летию Л. Г. Фризмана [Предисл.: В. И. Коровин]. — Харьков: Новое слово, 2005. — 598 с. — ISBN 966-8430-41-7.
- Требовательная любовь А. Т. Твардовский — литературный критик. Харьков: Новое слово, 2006. (Соавтор — Я. В. Романцова)
- Песня грустного содержания. История русской романтической элегии: учеб. пособие / Т. И. Тищенко, Л. Г. Фризман; Харьк. нац. пед. ун-т им. Г. С. Сковороды. — Харьков: Новое слово, 2008. — 208 с. — ISBN 978-966-2046-25-0.
- Добрый Дельвиг: биография одного лица. — Харьков: Новое слово, 2008. — 164 с. (Соавтор — Е. Е. Жукова). — ISBN 978-966-2046-51-9.
- Это было жизнь тому назад …: над страницами полученных писем — Харьков: Новое слово, 2008. — 339 с. — ISBN 978-966-2046-59-5.
- Уроки Страхова: монография. — Харьков: Майдан, 2012. — 188 с. — ISBN 978-966-372-426-3. (Соавтор  — Т. В. Ведерникова)
- Многообразие и своеобразие Юлия Кима / Л. Г. Фризман, И. В. Грачёва. — Киев: Издательский дом Дмитрия Бураго, 2014. — 212 с. — ISBN 978-966-489-261-9.
- Такая судьба: Еврейская тема в русской литературе. — Харьков: Фолио, 2015. — 506 с. — ISBN 978-966-03-7134-7.
- В кругах литературоведов. Мемуарные очерки. — Киев: Издательский дом Дмитрия Бураго, 2017. — 320 с. — ISBN 978-966-489-386-9.
- Иван Франко: взгляд на литературу. — Киев: Издательский дом Дмитрия Бураго, 2017.— 608 с. — ISBN 978-966-489-414-9.
- «Неоконченное значит недосказанное...». Книга о Науме Коржавине: [монография]. — Киев: Изд. дом Дмитрия Бураго, 2018. — 242 с. — ISBN 978-617-7349-83-8.
- Остроумный Основьяненко. — Харьков: Фолио, 2019. — 188 с. — ISBN 978-966-03-7676-2.

### Книги (составление, редактирование)
- Рылеев К. Ф. Думы / АН СССР. Изд. подготовил Л. Г. Фризман. — М.: Наука, 1975. — 254 с. — (Литературные памятники).
- Литературно-критические работы декабристов. — М.: Худож. лит., 1978. — 374 с. — (Серия «Русская литературная критика»).
- Северные цветы на 1832 год / Л. Г. Фризман. — Москва: Наука, 1980. — 400 с. — (Серия Литературные памятники).
- Высокое стремленье: лирика декабристов / [В. Ф. Раевский, Ф. Н. Глинка, К. Ф. Рылеев и др.; сост., предисл. и коммент. Л. Г. Фризман; худож. М. Лохманова]. — М.: Дет. лит, 1980. — 223 с. — (Поэтич. библиотечка школьника).
- Литературная критика 1800—1820-х годов / авт. ст., сост., примеч. и подгот. текста Л. Г. Фризмана. — М.: Худож. лит., 1980. — 343 с.
- Катенин П. А. Размышления и разборы. (История эстетики в памятниках и документах). — М: Искусство, 1981. — 374 с.
- Баратынский Е. А. Стихотворения. Поэмы. (Литературные памятники). — М.: Наука, 1982. — 720 с.
- Бородинское поле. 1812 год в русской поэзии.— М.: Дет. лит., 1984,
- Признание: Элегии русских поэтов XIX века. — М.: Дет. лит., 1987. — 286 с.
- Паперная Э. С., Розенберг А. Г. Финкель А. М. Парнас дыбом: литературные пародии / сост, подгот. текста и вступ. ст. Л. Фризмана. — М.: Художественная лит.-ра, 1989. — 126 с. — ISBN  5-280-00892-3.
- Европеец. Журнал И. В. Киреевского. 1832 / Изд. подгот. Л. Г. Фризман; Отв. ред. А. Л. Гришунин; Ред. изд-ва Е. Л. Никифорова. — М.: Наука, 1989. — 536 с.
- Декабристы: Эстетика и критика: сборник / сост. и примеч. Л. Г. Фризман. — М.: Искусство, 1991. — 491 с. — (История эстетики в памятниках и документах). — Библиогр. в примеч.: с. 434—471. — Указ. имён: с. 472—491. — ISBN 5-210-02459-8.
- Русская элегия XVIII — начала XX века: [сборник / редкол.: Ю. А. Андреев (глав. ред.) и др.; вступ. ст., с. 5—48, сост., подгот. текста, примеч. и биогр. справ. Л. Г. Фризмана; худож. Ерёмин В. В.]. — Л.: Советский писатель, Ленинградское отделение, 1991. — 638, [1] с., [4] л. ил.: ил. — (Серия «Библиотека поэта. Большая серия»).
- Мережковский Д. С. Эстетика и критика Т. 1 М.:Искусство Харьков: Фолио, 1994. (История эстетики в памятниках и документах) (соавтор — Е. А. Андрущенко).
- Денница. Альманах М. А. Максимовича. 1830, 1831, 1834 / подгот. С. Н. Лахно, Л. Г. Фризман. — Х.: [б.и.], 2000. — 320 с. — ISBN 966-7839-02-8.
- Баратынский Е. А. Полное собрание стихотворений (Библиотека поэта, большая серия). — Спб., 2000. — 528 с.
- Литература. Хрестоматия. 9 класс: методический материал / Сост. Л. Г. Фризман. — 2-е изд., перераб. и доп., Харків: Ранок: Веста, 2003. — 543 с. — (Круг чтения). — ISBN 966-624-204-4.
- Литература, 9 класс: хрестоматия-справ.: 12-лет. шк. новая программа / [сост.]: Л. Г. Фризман. — Харьков: Ранок, 2009. — 591 с. — (Истоки). ISBN 978-966-672-627-1
- Тищенко Татьяна. Николай Греч без лака и дегтя / отв. ред. Л. Г. Фризман. — Х.: Новое слово, 2005. — 114 с. — ISBN  966-8430-44-1.
- Русская и зарубежная литература: крат. изложение содерж. всех произведений новой шк. программы. Тексты всех стихотворений: 7—9 кл. / [Авт.-сост.: Л. Г. Фризман и др.]. — Харьков: Ранок: Веста, 2005. — 587 с. — (Дайджест). — ISBN 966-08-0756-2.
- Блок и русская литература: [сб. материалов Междунар. науч. конф. «Вечный вне школ и систем», посвящ. 130-летию со дня рождения А. А. Блока, провед. Харк. нац. пед. ун-том им. Г. С. Сковороды, 5—7 октяб. 2010 г.] / Харьк. нац. пед. ун-т им. Г. С. Сковороды; отв. ред. Л. Г. Фризман. — Харьков: ХНПУ, 2010. — 156 с.
- Чичибабин Б. В стихах и прозе / изд. подгот.: Л. С. Карась-Чичибабина, Л. Г. Фризман; Рос. акад. наук. — М.: Наука, 2013. — 567 с. — (Литературные памятники). — ISBN 978-5-02-038097-4.
- М. П. Погодин. Марфа, Посадница Новгородская. — М.:Наука, 2014. — 368 с. — (Литературные памятники). — ISBN 978-5-02-039098-0. (Соподготовитель — К. В. Бондарь).

### Статьи
- Прозаические автопереводы Баратынского // Мастерство перевода: Сборник 6. — М., 1970. — С. 201—216.
- Быть поэтом: Опыт статистической литературометрии // Человек. — 1991. — № 3. — С. 79—82. (Соавтор — Кошкин В. М.).
- Книга О. Сулейменова «Аз и Я» под огнем идеологической критики [О «Слове о полку Игореве»] / Л. Г. Фризман // Наукові записки Харківського державного педагогічного університету ім. Г. С. Сковороди / М-во освіти України ХДПУ ім. Г. С. Сковороди. — Х.: ХДПУ, 2000. — С. 21—29.
- Пушкин и Рылеева. Уроки великого спора // Русский язык и литература в учебных заведениях: Научно-методический журнал. — К.: Этносфера, 2005. — № 5. — С. 39—47.
- Борис Чичибабин — идеолог дружбы народов // Русский язык и литература в учебных заведениях: Научно-методический журнал. — К.: Этносфера, 2008. — № 2. — С. 27—33.

## Звания и награды
- Отличник народного образования Украины.